# Tmarus decoloratus
Tmarus decoloratus là một loài nhện trong họ Thomisidae.
Loài này thuộc chi Tmarus. Tmarus decoloratus được Eugen von Keyserling miêu tả năm 1883.